# Araneus andrewsi
Araneus andrewsi là một loài nhện trong họ Araneidae.
Loài này thuộc chi Araneus. Araneus andrewsi được miêu tả năm 1951 bởi Archer.